# Airy-Gletscher
Der Airy-Gletscher ist ein etwa 32 km langer und bis zu 10 km breiter Gletscher, der an der Westküste der Antarktischen Halbinsel in westlicher Richtung in den nordöstlichen Abschnitt des Forster-Piedmont-Gletschers fließt.
Eine erste grobe Kartierung nahmen Teilnehmer der British Graham Land Expedition (1934–1937) vor. Aus der Luft wurde er 1947 bei der Ronne Antarctic Research Expedition (1947–1948) fotografiert. Die Vermessung des Gletschers nahm 1958 der Falkland Islands Dependencies Survey vor. Das UK Antarctic Place-Names Committee benannte den Gletscher nach dem britischen Astronomen George Biddell Airy (1801–1892), der 1839 eine Methode zur Korrektur der Missweisung magnetischer Kompasse entwickelt hatte.